# Hirotoki Onozawa
Hirotoki Onozawa (Shimada, 29 de marzo de 1978) es un exjugador japonés de rugby que se desempeñaba como wing.
Onozawa llegó a jugar en los Brave Blossoms donde marcó 55 tries y por lo tanto se encuentra quinto en la lista de los máximos anotadores de tries en test matches.

## Selección nacional
Fue convocado a su seleccionado por primera vez en junio de 2001 para enfrentar a los Dragones rojos, tuvo regularidad en el equipo y disputó su último partido en junio de 2013 ante al mismo rival. En total jugó 81 partidos y marcó 55 tries (275 puntos).

### Participaciones en Copas del Mundo
Disputó tres Copas del Mundo: Australia 2003, Francia 2007 y Nueva Zelanda 2011 donde en todos los torneos, los japoneses fueron eliminados en la fase de grupos. En total jugó doce partidos y marcó tres tries.
| Mundial                       | Sede          | Resultado    | PJ | Tries |
| ----------------------------- | ------------- | ------------ | -- | ----- |
| Copa Mundial de Rugby de 2003 | Australia     | Primera fase | 4  | 1     |
| Copa Mundial de Rugby de 2007 | Francia       | Primera fase | 4  | 1     |
| Copa Mundial de Rugby de 2011 | Nueva Zelanda | Primera fase | 4  | 1     |

## Palmarés
- Campeón de la Pacific Nations Cup de 2011.
- Campeón de la Top League de 2007-08, 2011-12 y 2012-13.